# کلیسای سنت اولاف، تالین
کلیسای سنت اولاف (به استونیایی: Oleviste kirik) کلیسایی است که در شهر تالین، استونی قرار دارد.
این کلیسا در قرن ۱۲ میلادی ساخته شده‌است و دارای مناره‌ای با ارتفاع ۱۲۴ متر است، همچنین این کلیسا پیرو فرقه باپتیست است.

## نگارخانه

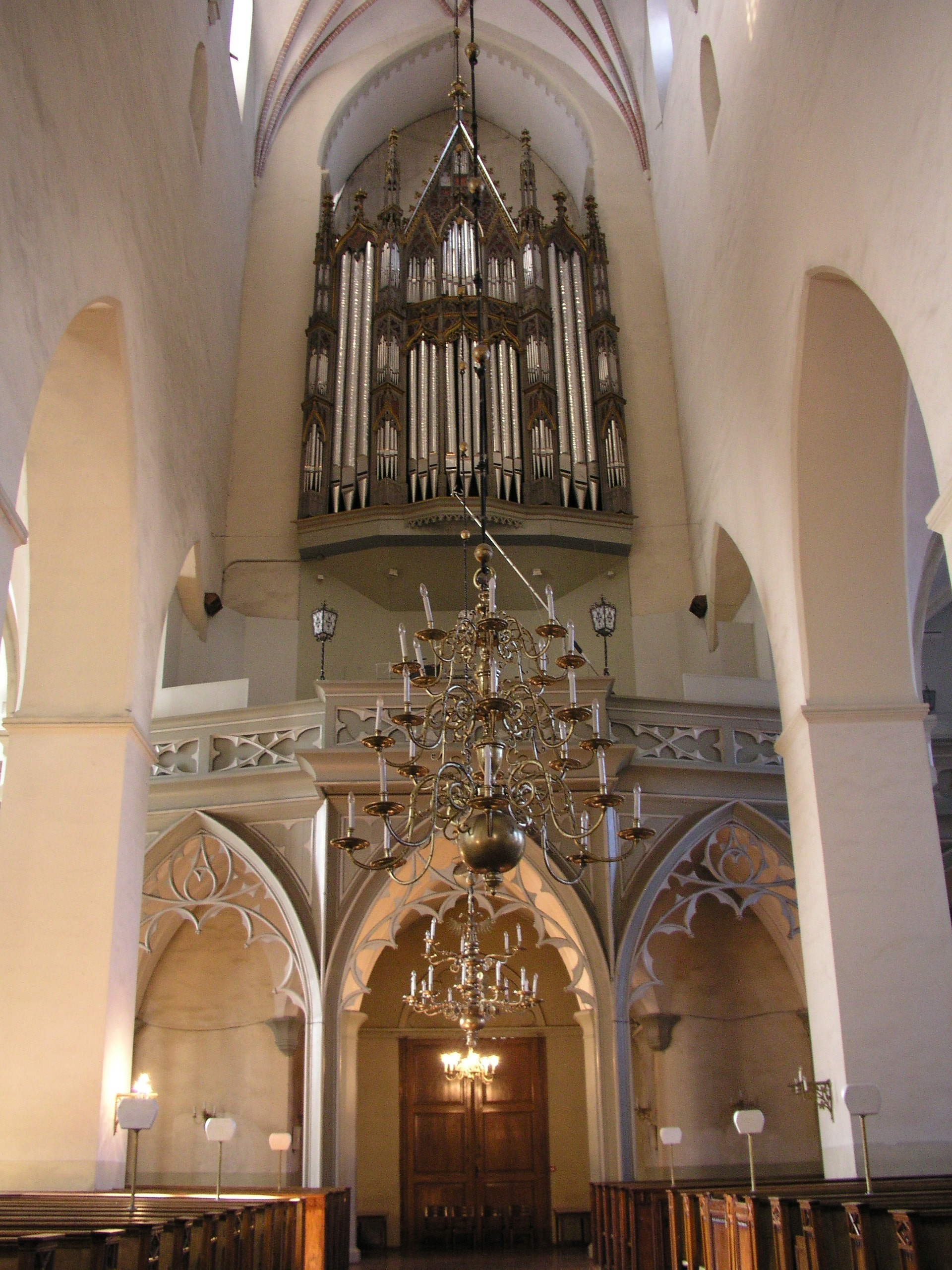
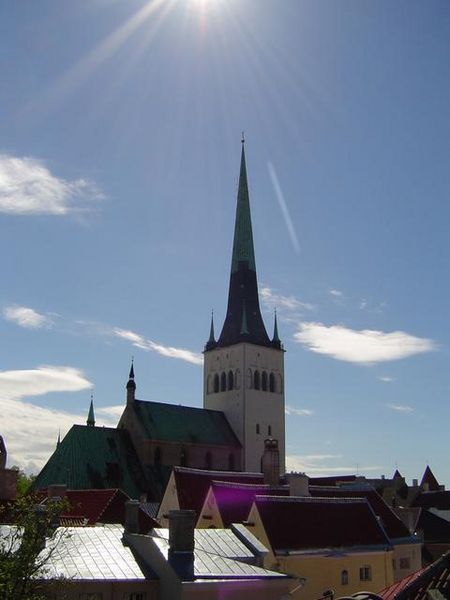
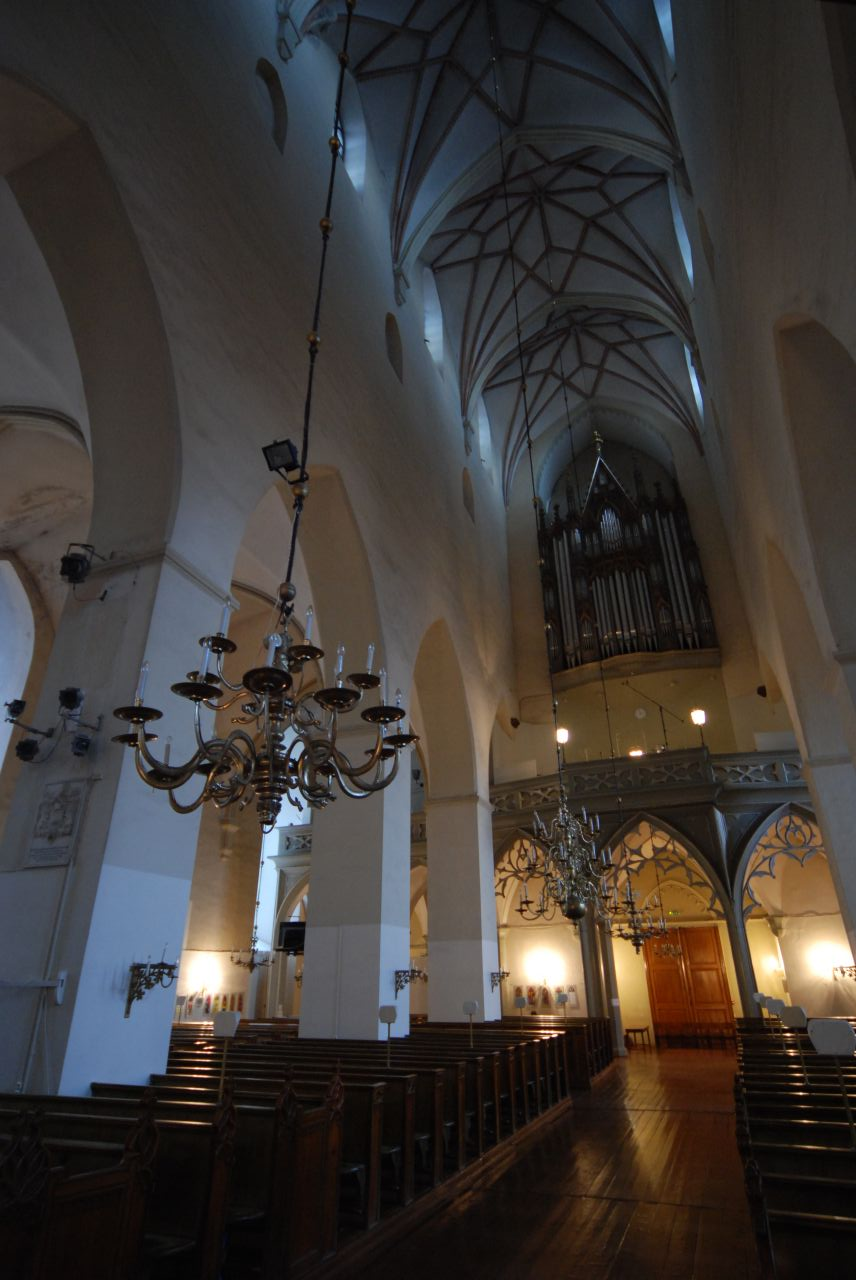
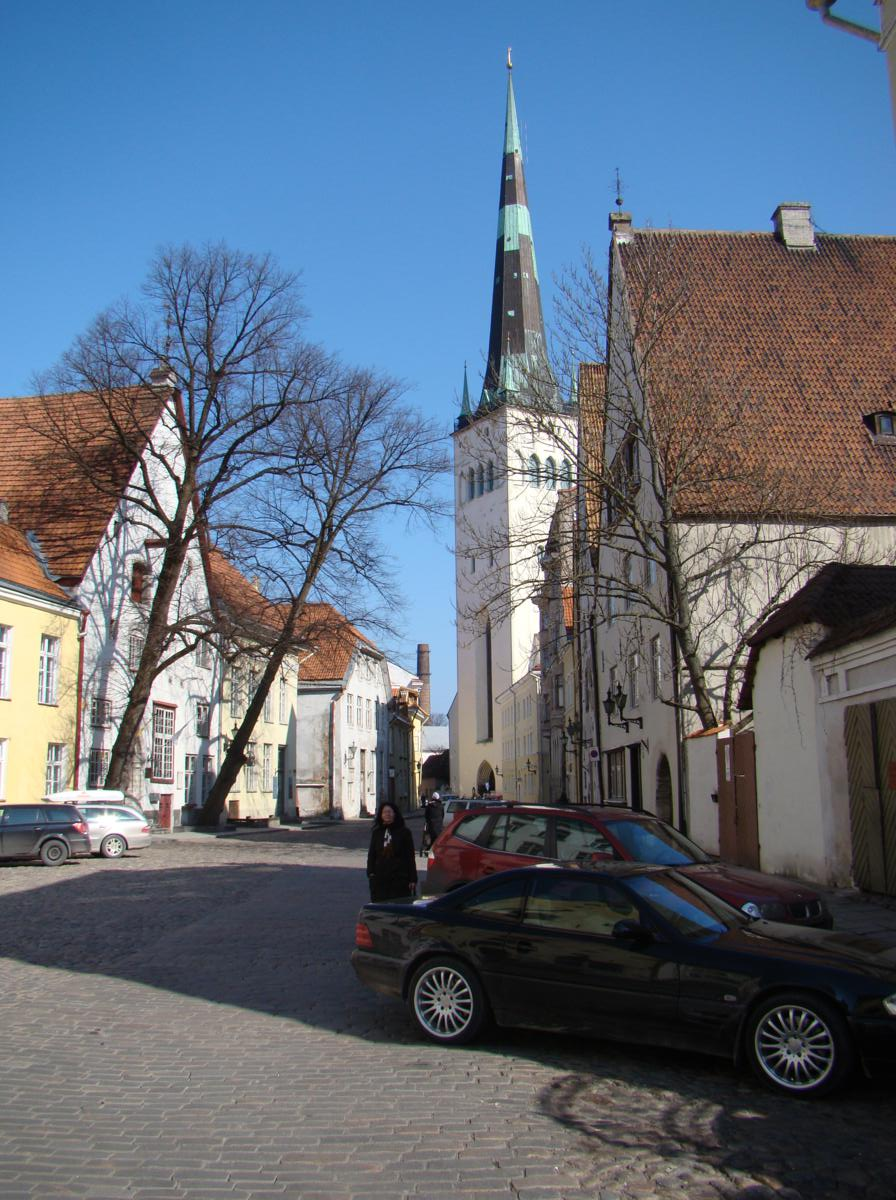
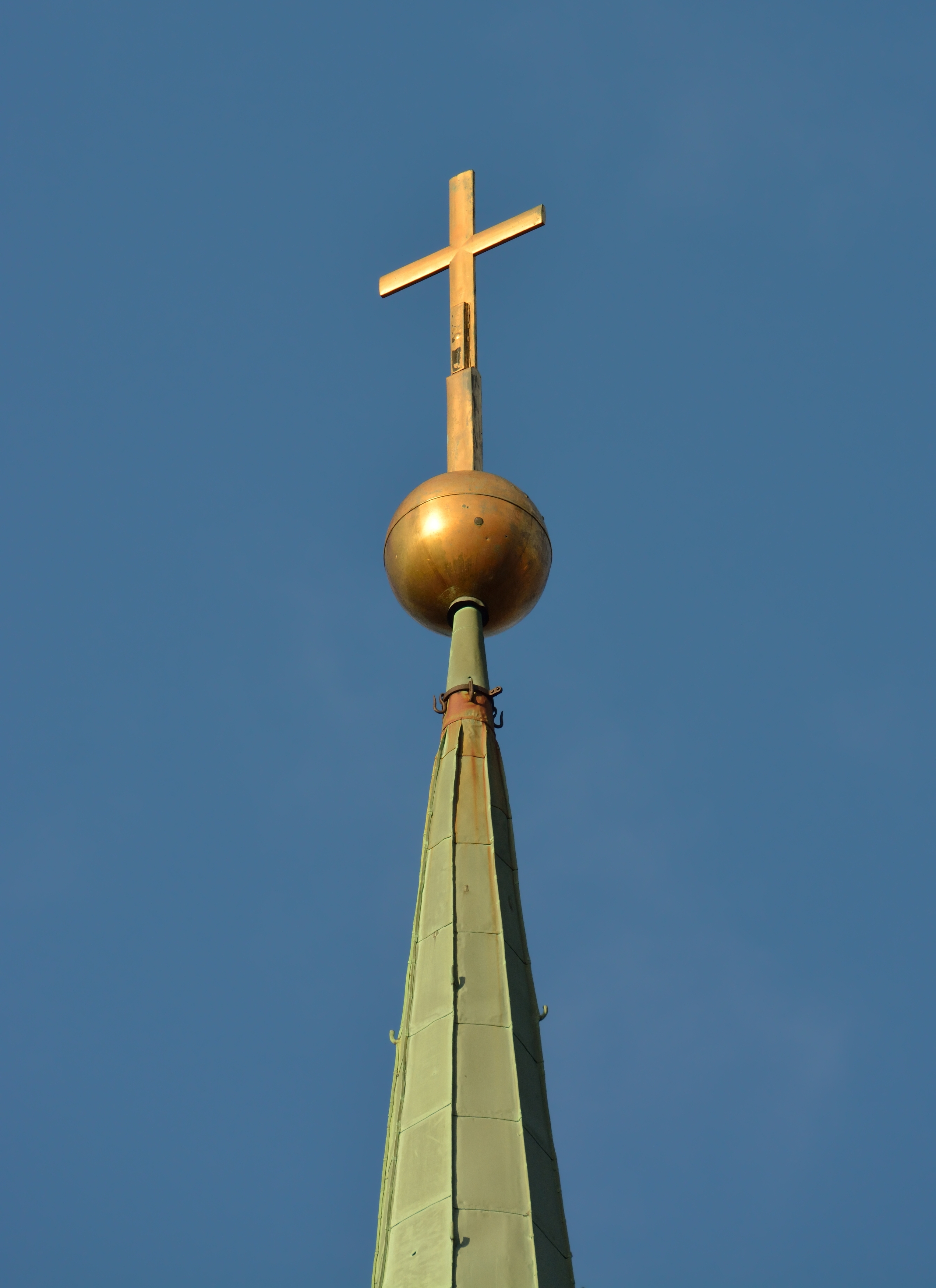